# Issam Alnajjar
Issam Alnajjar (en arabe : عصام النجار ; né le 12 mai 2003) est un musicien palestino-jordanien. Il est principalement connu pour son premier single « Hadal Ahbek », qui est devenu viral sur le réseau social TikTok.
Il a été le premier artiste à signer avec Universal Arabic Music. Son premier album studio, Baree?, est sorti en 2021. Son premier extended play (EP), Waray, est quant à lui sorti en 2023.

## Naissance & Jeunesse
Issam Alnajjar est né le 12 mai 2003 à Amman, en Jordanie. Ses deux parents sont palestiniens, mais sa famille vit en Jordanie depuis plus de dix-huit ans. Son père a grandi au Koweït et sa mère au Liban.

## Carrière

### 2020–2021: percée sur TikTok, Universal Arabic Music etBaree?
Issam Alnajjar a débuté sa carrière musicale en publiant des vidéos de ses reprises de chansons populaires sur son compte Instagram et sa chaîne YouTube. Le 29 juin 2020, Alnajjar a sorti un single sur Spotify, intitulé « On of a Kind ».
Le 23 septembre 2020, Alnajjar a sorti « Hadal Ahbek ». Des influenceurs populaires tels que David Dobrik, Addison Rae et Caroline Carr ont utilisé le single d'Alnajjar dans leurs vidéos, ce qui a encore accru la popularité de la chanson originale. Le hashtag #hadal_ahbek a été utilisé plus de 300 millions de fois.

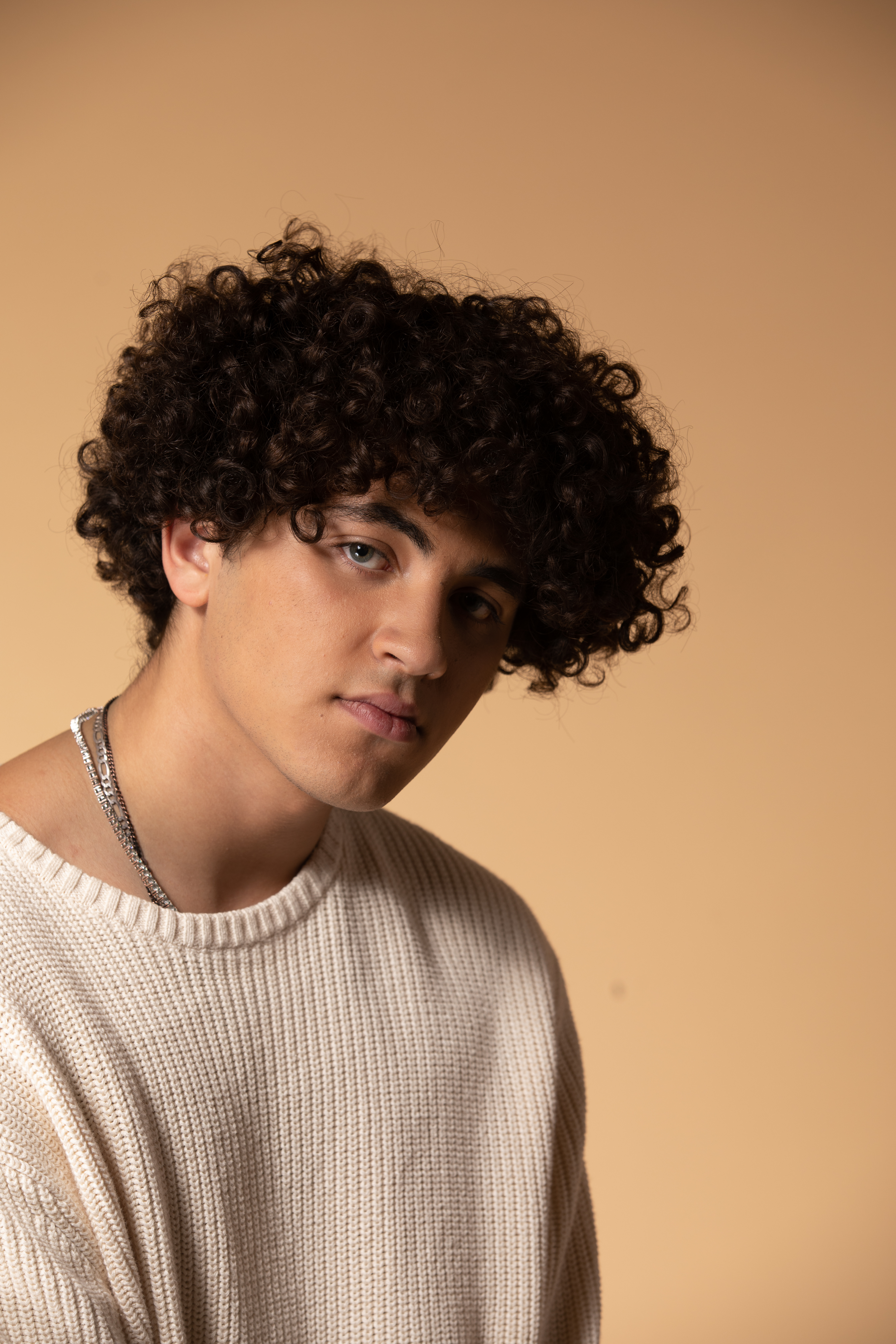
Issam Alnajjar en août 2021

Le 6 avril 2021, Alnajjar est devenu le premier artiste à signer avec Universal Arabic Music, une division d'Universal Music Group. Suite à cette signature, Alnajjar a été choisi par Wassim Slaiby, manager de The Weekend. Le 9 avril de cette même année, Alnajjar s'est associé à Spotify pour sortir le premier titre arabe de la série « RADAR », « Turning Me Up ». Ce single, un remix d'une chanson anglais, a été produit par Loud Luxury et interprété par Ali Gatie. Dans le cadre de la promotion de ce single, Alnajjar a figuré sur un panneau d'affichage à Times Square (New York City).
Le 9 juillet 2021, Alnajjar a sorti « Mn Gheirik Enti ». Le 17 septembre, il a sorti « Hada Ghareeb », mettant en vedette la chanteuse chilienne-palestinienne Elyanna. Le 27 septembre, il a sorti un remix en espagnol de « Hadal Ahbek », intitulé « Si Tú Vuelas », qui comprenait le chant en cette même langue de Danna Paola, et qui a été produit par Alok.
Le 1er octobre, le premier album studio d'Issam Alnajjar, Baree?, est sorti en téléchargement numérique et en streaming.

### De 2022 à nos jours: Hadal Ahbek Tour etWaray
Le 3 mai, Alnajjar chantait en première partie du concert de Maroon 5 à Dubai.
Le 6 octobre, Alnajjar a été mis en vedette dans le remix arabe de la chanson "Headlights" d'Alok et Alan Walker, en compagnie de KIDDO. Le 2 décembre, Alnajjar a sorti "Ansaki". Le 28 avril 2023, il a sorti "TMO", dans lequel Mohamed Ramadan était mis en vedette, ainsi que le chant en français de Gims. Le 14 juillet, il a sorti son premier extended play (EP), Waray.
Le 31 octobre 2023, Alnajjar faisait partie, avec 24 autres artistes du Moyen-Orient et d'Afrique du Nord, du groupe formé pour le single caritatif "Rajieen", qui a été tourné afin de lever des fonds pour le Palestine Children's Relief Fund en raison de la guerre dans la bande de Gaza,.

## Discographie

### Albums studio
| Titre   | Détails |
| ------- | --- |
| Baree ? | - Sortie : 1er octobre 2021 - Labels : Universal Arabic Music, Republic Records - Formats : Téléchargement numérique, streaming |

### Extended plays
| Titre | Détails |
| ----- | --- |
| Waray | - Sortie : 14 juillet 2023 - Labels : Universal Arabic Music, Republic Records - Formats : Téléchargement numérique, streaming |

### Singles

#### En tant qu'artiste principal
| Titre                                                                                               | Année | Meilleur classement | Meilleur classement          | Meilleur classement | Certifications       | Album ou EP |
| Titre                                                                                               | Année | Canadian Hot 100    | The Official Lebanese Top 20 | Polish music charts | Certifications       | Album ou EP |
| --------------------------------------------------------------------------------------------------- | ----- | ------------------- | ---------------------------- | ------------------- | -------------------- | ----------- |
| « Hadal Ahbek »                                                                                     | 2020  | —                   | —                            | 45                  | - ZPAV : Or          | Baree ?     |
| « Turning Me Up (Hadal Ahbek) » (avec Loud Luxury et Ali Gatie)                                     | 2021  | 47                  | 10                           | —                   | - MC : Or            | Baree ?     |
| "Mn Gheirik Enti"                                                                                   | 2021  | —                   | 4                            | —                   | Pas de certification | Baree ?     |
| "Hada Ghareeb" (avec Elyanna en vedette)                                                            | 2021  | —                   | 1                            | —                   | Pas de certification | Baree ?     |
| "Si Tú Vuelas" (avec Alok et Danna Paola)                                                           | 2021  | —                   | —                            | —                   | Pas de certification | Baree ?     |
| "Ansaki"                                                                                            | 2022  | —                   | 2                            | —                   | Pas de certification | Waray       |
| « TMO » (avec Mohamed Ramadan et Gims en vedette)                                                   | 2023  | —                   | 1                            | —                   | Pas de certification | Waray       |
| "Waray" (avec R3hab et Manal en vedette)                                                            | 2023  | —                   | 1                            | —                   | Pas de certification | Waray       |
| "Ya Leil"                                                                                           | 2024  | —                   | 3                            | —                   | Pas de certification | Pas d'album |
| « — » désigne un enregistrement qui n'a pas été classé ou qui n'a pas été publié sur ce territoire. |       |                     |                              |                     |                      |             |

#### En tant qu'artiste vedette
| Titre                                                                      | Année | Album       |
| -------------------------------------------------------------------------- | ----- | ----------- |
| "Headlights" (Alok et Alan Walker avec en vedette KIDDO et Issam Alnajjar) | 2022  | Pas d'album |

#### Singles caritatifs
| Titre                                       | Année | Notes |
| ------------------------------------------- | ----- | --- |
| " Rajieen " (en tant que membre de Rajieen) | 2023  | - Produit par des artistes palestiniens et publié pour collecter des fonds pour le "Palestine Children’s Relief Fund" |

### Autres chansons classées
| Titre              | Année | Meilleur classement          | Album   |
| Titre              | Année | The Official Lebanese Top 20 | Album   |
| ------------------ | ----- | ---------------------------- | ------- |
| « Taawadt Aleiki » | 2022  | 6                            | Baree ? |

### Vidéos musicales
| Titre                                             | Année                        | Directeur(s)                 | Ref.                         |
| En tant qu'artiste principal                      | En tant qu'artiste principal | En tant qu'artiste principal | En tant qu'artiste principal |
| ------------------------------------------------- | ---------------------------- | ---------------------------- | ---------------------------- |
| « Hadal Ahbek »                                   | 2021                         | Alex Loucas                  | [ 33 ]                       |
| « Turning Me Up » (avec Loud Luxury et Ali Gatie) | 2021                         | Danielle Okon                | [ 34 ]                       |
| « Mn Gheirik Enti »                               | 2021                         | Omar Rammal                  | [ 35 ]                       |
| « Hada Ghareeb » (avec Elyanna en vedette)        | 2021                         | John Prímo                   | [ 36 ]                       |
| « Si Tú Vuelas » (with Alok and Danna Paola)      | 2021                         | Edgar Esteves                | [ 37 ]                       |
| « Taawadt Aleiki »                                | 2022                         | John Prímo                   | [ 38 ]                       |
| « Ansaki »                                        | 2022                         | John Prímo                   | [ 39 ]                       |
| « TMO » (avec Mohamed Ramadan et Gims en vedette) | 2023                         | John Prímo                   | [ 40 ]                       |
| « Waray » (avec R3hab et Manal en vedette)        | 2023                         | Inconnu(s)                   | [ 41 ]                       |
| En tant qu'artiste vedette                        |                              |                              |                              |
| « Rajieen » (avec d'autres artistes variés)       | 2023                         | Omar Donga                   | [ 32 ]                       |

## Prix et nominations
| Année | Prix                                      | Catégorie               | Reçu     | Résultat   | Réf.   |
| ----- | ----------------------------------------- | ----------------------- | -------- | ---------- | ------ |
| 2022  | Nickelodeon Kids' Choice Awards           | Favourite Star (Arabia) | Lui-même | Nomination | [ 42 ] |
| 2023  | Nickelodeon Kids' Choice Awards Abu Dhabi | Artiste préféré         | Lui-même | Nomination | [ 43 ] |